# Balenciaga
Pour l’article homonyme, voir Balenciaga (court métrage).
Balenciaga est une entreprise française de mode et de luxe d'origine espagnole fondée par l'Espagnol Cristóbal Balenciaga à Saint-Sébastien en 1917, dont le premier nom de son magasin fut Eisa, en hommage à sa mère et à son influence pertinente dans le domaine de la mode. Couturier de la famille royale espagnole, Balenciaga s’installe à Paris à la fin des années 1930 où il s’impose comme le « couturier des couturiers » de la mode parisienne. Il cesse ses activités en 1968 et meurt quelques années plus tard. À la fin des années 1990, la marque connaît un regain de popularité sous la direction artistique de Nicolas Ghesquière, puis fait son entrée dans le groupe Gucci (PPR) en 2001.
Balenciaga conçoit et distribue en France et à l'étranger des vêtements prêt-à-porter et des accessoires de luxe (maroquinerie, bijoux) dont des chaussures. Balenciaga appartient au groupe de luxe français Kering. Gianfranco Gianangeli est directeur général depuis 2024, et Pierpaolo Piccioli directeur artistique à partir du 10 juillet 2025.

## Histoire

### 1895-1972: Cristóbal Balenciaga
Cristóbal Balenciaga est né en 1895 à Getaria, au Pays basque espagnol. Sa mère, couturière de profession, lui enseigne la couture. En 1908, il entre en apprentissage chez un tailleur de Saint-Sébastien. En 1917, il ouvre la maison de couture C. Balenciaga à Saint-Sébastien (qui devient Balenciaga y Compañía l’année suivante) et bâtit sa renommée en habillant la famille royale d'Espagne.
La guerre civile espagnole pousse Cristóbal Balenciaga à fuir le pays. Il s'installe à Paris en 1937 où il ouvre sa nouvelle maison de couture au 10, avenue George-V et renoue avec la popularité dès son premier défilé. À la fin de la guerre civile, il reprend le contrôle sur ses deux boutiques de Madrid et Barcelone. Il lance une activité parfums avec Le Dix (1947), La Fuite des Heures (1949) et Quadrille (1955).
Dans les années 1950 et 1960, il affine son style et dévoile ses créations les plus sculpturales. Inspirées de la Renaissance espagnole, ses créations mélangent sobriété, audace des couleurs et courbes hispanisantes, aux antipodes du New Look de Christian Dior. La ligne tonneau (1947), la veste ballon (1953), la robe tunique (1955), la robe sac (1957), la robe Baby doll (1958), comptent parmi ses créations les plus remarquées,. En 1949, il développe la conception d’un nouveau textile, le cracknyl, puis le gazar en 1958, qui lui permettent de réaliser des exploits de haute couture. Des stars médiatiques comme Marlene Dietrich, Ginger Rogers, Grace Kelly, Elizabeth Taylor, Ava Gardner ou Carole Lombard s'habillent et se montrent en Balenciaga,.

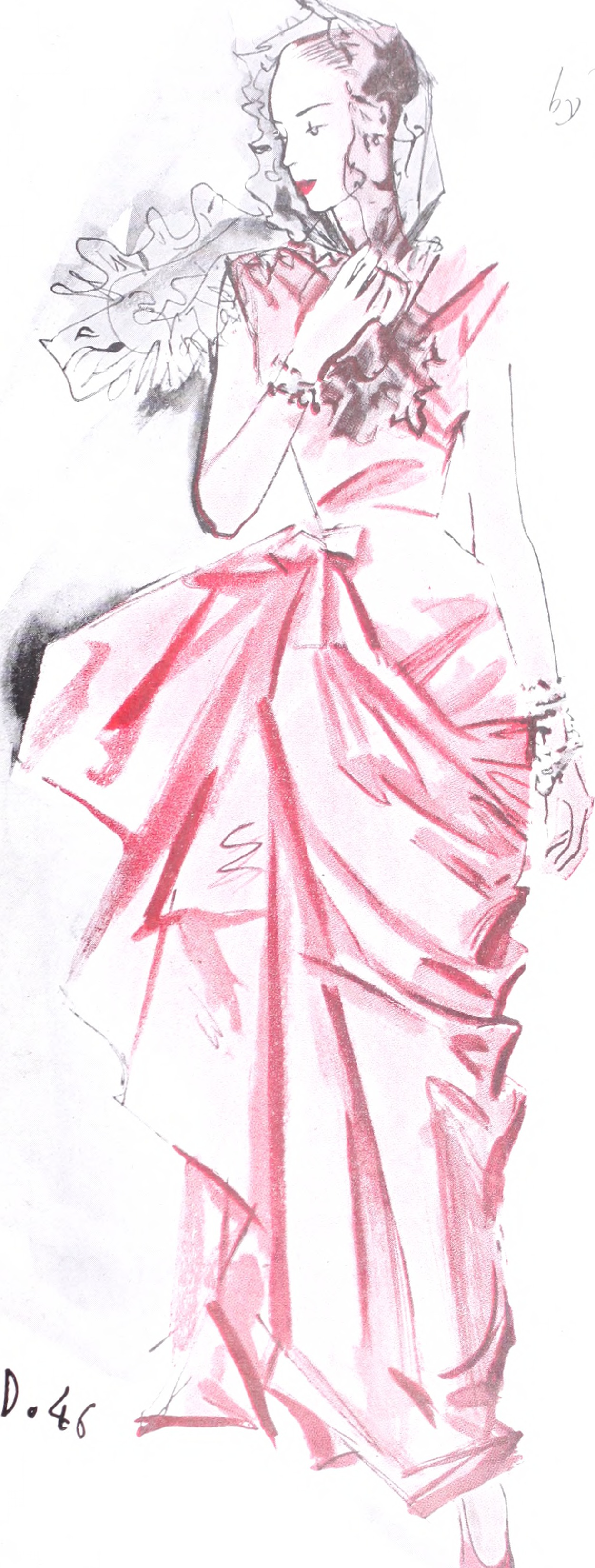
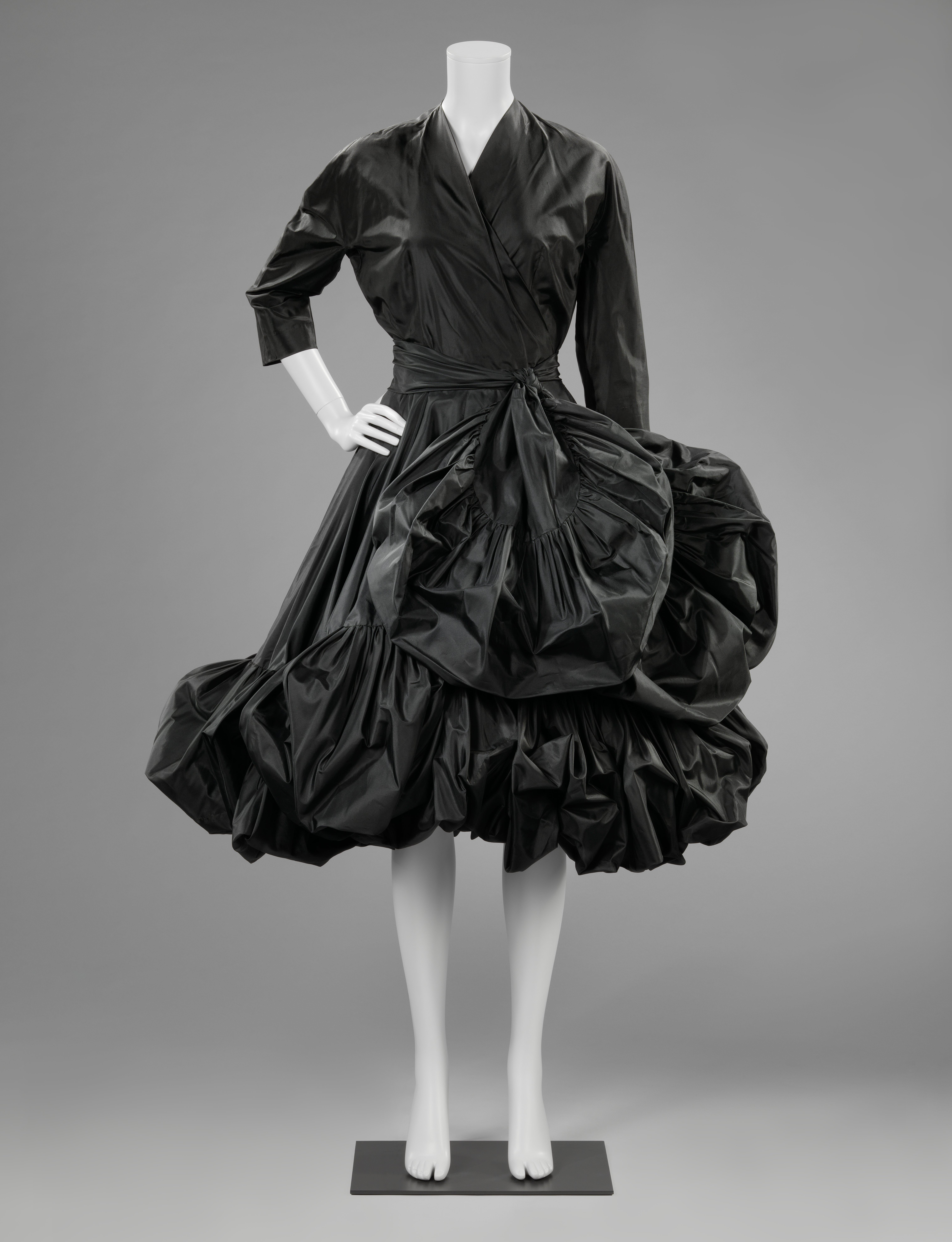
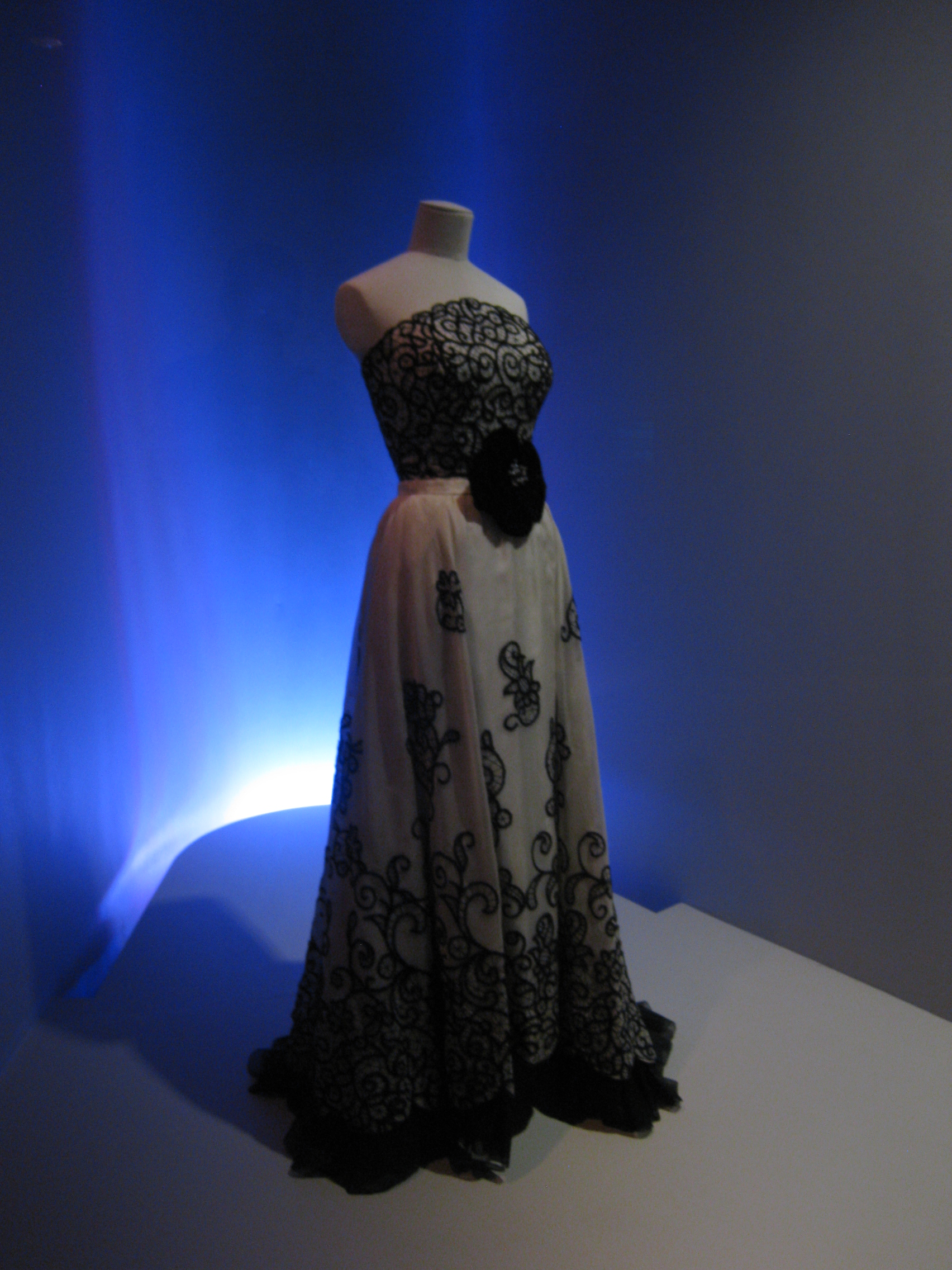
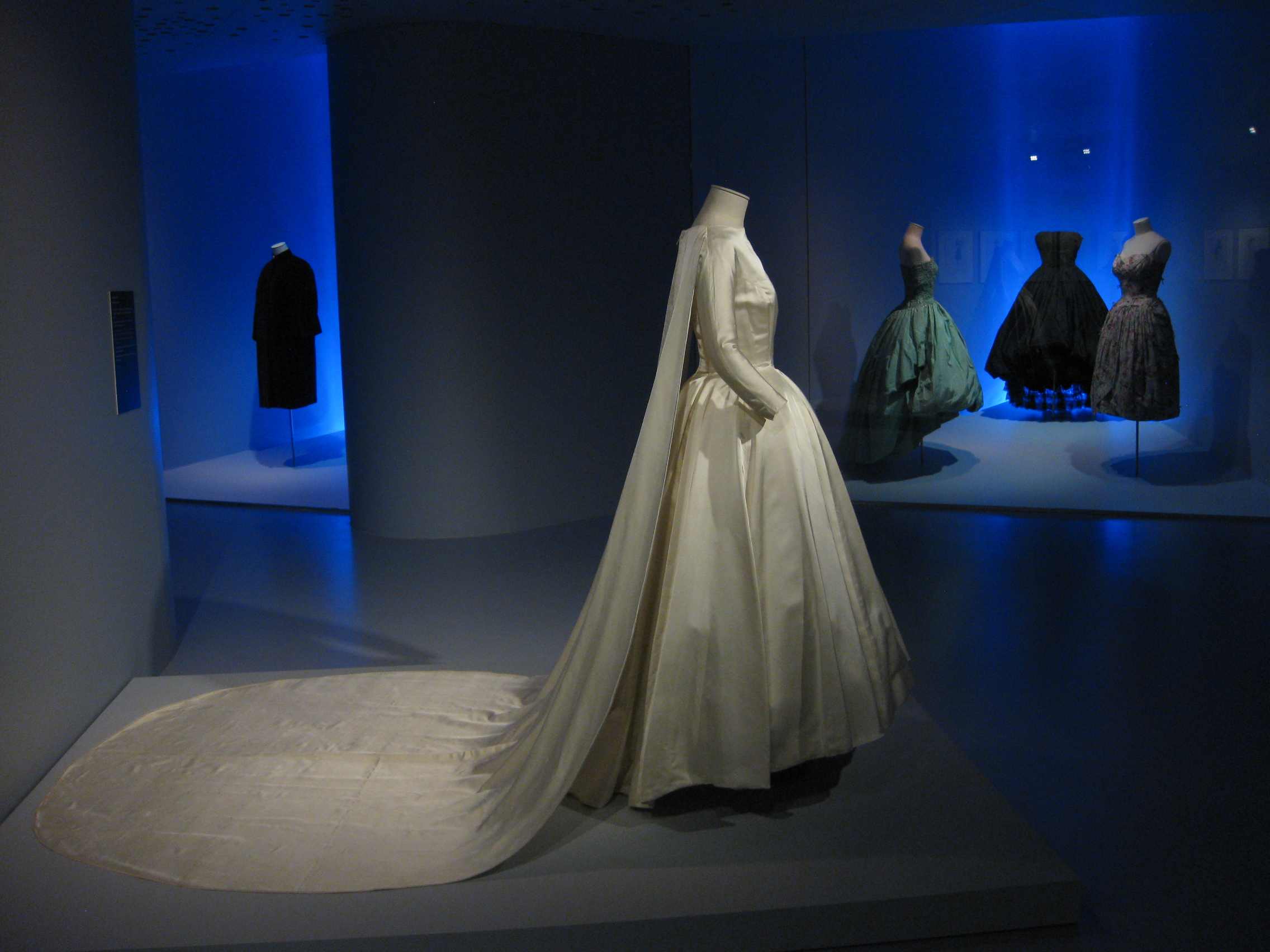
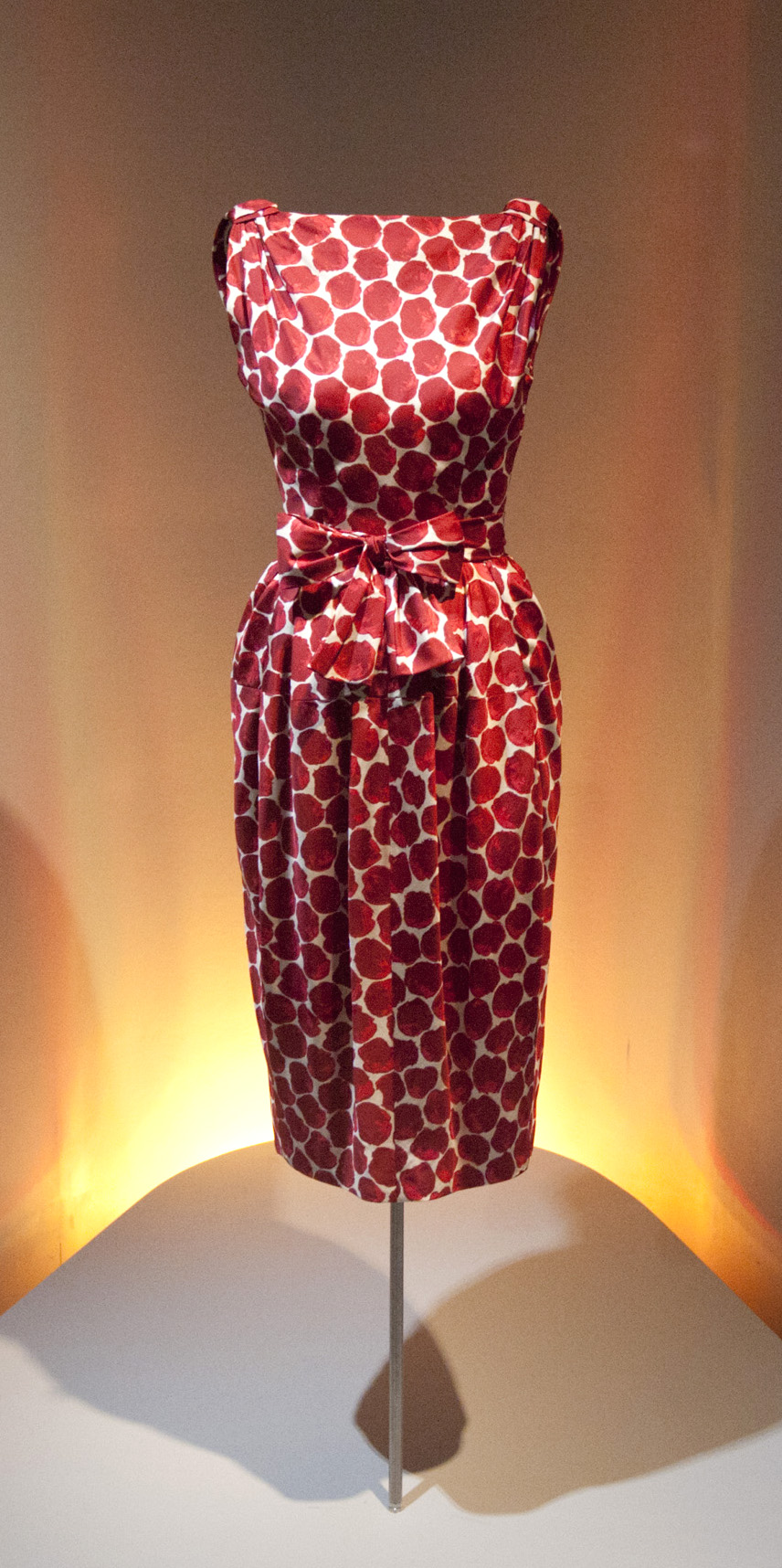

Carmel Snow qualifie son travail de « Nec plus ultra de la mode ». Christian Dior le surnomme « Notre maître à tous ». Gabrielle Chanel affirme qu’il était le seul couturier existant, considérant tous les autres comme de simples dessinateurs de mode. Hubert de Givenchy le considérait comme sa principale source d’inspiration,.
En 1968, plus en phase avec les évolutions de cette époque, Cristóbal Balenciaga choisit de se retirer du monde de la couture. Il présente son dernier défilé, ferme sa maison, puis retourne en Espagne où il meurt en 1972.

### 1986: Relance de la marque
À la mort du couturier, sa société est reprise par ses neveux, puis passe entre les mains du groupe chimique et pharmaceutique allemand Hoechst.
En 1986, le groupe Jacques Bogart rachète la licence de la marque Balenciaga, et nomme le couturier Michel Goma à la direction artistique pour remettre la marque au goût du jour. Une ligne de prêt-à-porter est lancée en 1987,. De 1987 à 1991 Jacqueline Zirigovich est directrice artistique. Elle revoit les archives du couturier pour lancer une ligne en adéquation au créateur Cristobal Balenciaga. En 1992, la direction artistique est confiée à Josephus Thimister qui revisite la marque dans un minimalisme audacieux.
En 1997, Nicolas Ghesquière est nommé à la direction artistique de Balenciaga. Il maintient le style sobre et maîtrisé qui caractérise la maison, s'imprègne des rapports corps-vêtements chers au couturier espagnol, mais vise à moderniser les références de la marque,. Balenciaga sort son premier it-bag, le Motorcycle. Plusieurs stars s'attachent à la marque, dont Madonna. En 2000, la maison Balenciaga affiche des ventes en hausse de 17 % à 113,2 millions de francs.

### 2001: Rachat par Gucci/PPR
En juillet 2001, Balenciaga est racheté par le groupe Gucci (lui-même propriété de PPR) qui compte parmi ses filiales Yves Saint Laurent, Boucheron ou Bottega Veneta. James Mc Arthur prend la direction générale de la marque,. En 2004, Balenciaga dévoile les nouveaux uniformes du service général et d'honneur (mi-saison et été) de la Police nationale française. En 2005, la société renoue avec les bénéfices, et devient deux ans plus tard une des marques stratégiques du groupe Gucci. En mai 2007, Isabelle Guichot prend la direction générale de la marque. En 2008, Balenciaga dévoile les nouveaux uniformes du personnel (de bord et commercial non navigant) de la compagnie aérienne Air Austral. En 2009, Balenciaga sort son premier parfum depuis 1955, Balenciaga Paris, puis Florabotanica en 2012.
En 2012, Balenciaga et Nicolas Ghesquière se séparent. Le 23 novembre 2022 Nicolas Ghesquière, devenu directeur artistique de Louis Vuitton en donne l'explication lors du scandale de la campagne publicitaire des enfants posant dans une mise en scène BDSM, « Quand j'ai quitté @kering en 2012, je me sentais déconnecté et blessé par leurs valeurs et leur malhonnêteté »
En 2012, l'Américain Alexander Wang est nommé directeur artistique de Balenciaga, et rend hommage aux codes du couturier espagnol dès son premier défilé. Alexander Wang propose une évolution pragmatique du style Balenciaga et fait souvent référence aux pièces célèbres du couturier espagnol. En 2014, Balenciaga sort le parfum Rosabotanica. En 2015, la marque génère un revenu de 350 millions d’euros et compte 500 magasins dans le monde. Tous les employés parisiens déménagent dans le nouveau siège social du groupe Kering.
En 2015, Demna Gvasalia est nommé à la direction artistique de Balenciaga. La rupture avec le classicisme de la maison Balenciaga est annoncée dès son premier défilé Automne-Hiver 2016. Plus éclectique, il explore différents univers, du style Matrix au style dad des années 1990. En novembre 2016, Cédric Charbit est nommé Directeur général de Balenciaga. Début 2017, Balenciaga sort les chaussures Triple S au design inspiré par les chaussures de sport des années 1980. En 2018, Cédric Charbit annonce que Balenciaga est devenue la marque qui connaît le développement le plus rapide au sein du groupe Kering, devant Gucci. La marque décide début 2020 de retourner vers la haute couture, 52 ans après l'abandon par le couturier, lors des présentations de l'été,. En 2024, Gianfranco Gianangeli remplace Cédric Charbit à la direction de Balenciaga.
En mars 2025, Demna Gvasalia annonce quitter Balenciaga pour Gucci et Pierpaolo Piccioli est nommé nouveau directeur artistique de la marque à partir du 10 juillet 2025.

### Toe
Balenciaga collabore en 2020 avec la marque italienne Vibram, connue entre autres pour ses chaussures à orteils. De cette collaboration sont commercialisés en édition limitée à plus de 1 000 euros la paire, début octobre, plusieurs modèles d'une série appelée « Toe », en matériaux recyclés avec la forme des doigts de pied à l'extrémité. Rihanna, apparaissant sur Instagram portant un modèle de cette collection, renforce le buzz,,. Accessoires de la collection Automne-Hiver 2020-2021 de Balenciaga présentée en mars, les « Toe » sont appelés à suivre les modèles à succès « Triple S » et « Track » de la marque bien que les avis divergent sur ces nouvelles chaussures,.

## Direction

### Direction générale
- 2001-2007 : James Mc Arthur
- 2007-2016 : Isabelle Guichot
- 2016-2024 : Cédric Charbit[28]
- Depuis 2024 : Gianfranco Gianangeli[33]

### Direction artistique
- 1919-1968 : Cristóbal Balenciaga
- 1987-1992 : Michel Goma
- 1992-1997 : Josephus Thimister
- 1997-2012 : Nicolas Ghesquière
- 2012-2015 : Alexander Wang
- 2015-2025 : Demna Gvasalia[25]
- À partir de 2025 : Pierpaolo Piccioli

## Culture populaire
Dans le film Les Sexton se mettent au vert de 1997, le personnage incarné par Tim Allen met accidentellement le feu à une robe Balenciaga. Il essaie d'en rire en demandant de manière rhétorique : « qu'est-ce que c'est qu'un Balenciaga ? ».
Le 29 janvier 2014, le personnage de Myrtle Snow s'écrie « Balenciaga ! » en guise de dernier mot dans le final de la saison de l'émission de télévision FX American Horror Story: Coven,.
Pour réaliser Phantom Thread, le réalisateur Paul Thomas Anderson a été inspiré de l'industrie de la mode après avoir lu des articles sur le créateur Cristóbal Balenciaga.
Balenciaga a collaboré avec les Simpsons pour créer un court-métrage à l'occasion de la Fashion Week de Paris en 2021.
En 2022, la rappeuse et chanteuse pop américaine Lizzo fait référence à Balenciaga dans son titre About Damn Time.
En 2022, la chanteuse Beyoncé sort son nouvel album appelé Renaissance. Sa chanson Break My Soul sur laquelle figure Vogue de Madonna, fait référence à « House of Balenciaga ».

## Controverses

### Plagiats
De nombreux artistes accusent la marque d'avoir utilisé leurs travaux sans leur autorisation et de s'être approprié leurs travaux sans aucune légitimité, parmi lesquels l'artiste Tra My Nguyen, qui accuse la marque d'avoir utilisé son portfolio qu'un recruteur de la marque lui avait demandé avant de le réutiliser sans en avoir parlé avec l'artiste ni que cette dernière ne lui ait donné son autorisation.

### Scandale de la campagne publicitaire avec des enfants
Le 16 novembre 2022, Balenciaga publie une campagne publicitaire « Gift Shop » en ligne mettant en scène six jeunes enfants aux pupilles dilatées tenant des ours en peluche vêtus de bondage et d'équipement BDSM, au milieu de verres de vin vides et de flutes de champagnes vides. Gabriele Galimberti, le photographe, affirme que les images font partie d'une série de projets intitulée « Toy Stories ». Tous les enfants photographiés sont des enfants d'employés de Balenciaga,, accompagnés de leurs parents lors de la séance. Quelques jours plus tard, le lien est fait entre cette campagne et une autre simultanée de Balenciaga, « Garde-Robe », en collaboration avec Adidas,. Au sujet de ces trois accessoires Demna déclara « C’était un ensemble de coïncidences négligentes et malheureuses. Je ne sais pas comment ces objets se sont retrouvés là."
Pour la campagne « Garde-Robe » trois photographies focalisent les critiques. Une photographie d'un sac posé sur la page d'un document de la Cour suprême sur l'affaire United States v.Williams (2008) en rapport avec la pédopornographie, une photographie avec l'actrice Isabelle Huppert où est visible en arrière-plan le livre As Sweet as It Gets (2014) du peintre belge Michaël Borremans ; ce dernier ayant déjà réalisé plusieurs tableaux montrant de jeunes enfants nus. Sur une autre photographie de la campagne, se trouve un diplôme où est inscrit le nom de John Phillip Fisher, coupable d’inceste.
Des vidéos d'utilisateurs de TikTok détruisant leurs produits Balenciaga font alors des dizaines de millions de vues. Le 22 novembre, devant le tollé, Balenciaga supprime ses deux campagnes et présente ses excuses,,,. L'égérie de la marque Kim Kardashian se dit dégoûtée et indignée. Pour la campagne « Garde-robe », Balenciaga annonce qu'elle engage une action en justice contre la société de production et le décorateur en charge du shooting, pour 25 millions de dollars,. Mais finalement quatre jours plus tard, Balenciaga renonce à cette action en justice. L'ex directeur artistique Demna Gvasalia présente ses excuses. En mars 2023 il prétend "Je n’ai pas vu le coté effrayant. Mais c'est évident maintenant", « C'était […] une erreur stupide ». Dans les mois qui suivent, le chiffre d'affaires de la marque est à la baisse.
En 2025 Francesca Gee, victime de l'écrivain pédophile Gabriel Matzneff, associe la campagne aux liens que des cadres de Kering entretenaient avec Matzneff.